# FK Igalo 1929
Il Igalu, ufficialmente FK Igalo 1929 (mgr. ФК Игало 1929), è la squadra di calcio della polisportiva FK Igalo 1929, che ha sede a Castelnuovo, in Montenegro. Gioca le partite casalinghe nello Stadion Solila, impianto da 1.600 spettatori.
Nella stagione 2017-2018 milita in Druga crnogorska liga, massima serie del campionato montenegrino di calcio.

## Palmarès

### Competizioni nazionali
- Crnogorska republička liga: 1

1995-1996
- Treća Crnogorska Liga: 2

2010-2011, 2019-2020

### Altri piazzamenti
- Druga Crnogorska Liga:

Terzo posto: 2014-2015

## Organico

### Rosa
| N. |                       | Ruolo | Calciatore           |
| -- | --------------------- | ----- | -------------------- |
| 1  | Montenegro (bandiera) | P     | Jovan Perović        |
| 12 | Montenegro (bandiera) | P     | Danilo Raičević      |
| 21 | Montenegro (bandiera) | P     | Miloš Padrov         |
| 49 | Montenegro (bandiera) | P     | Aleksandar Kulinović |
| 22 | Montenegro (bandiera) | D     | Milo Đurković        |
| 3  | Montenegro (bandiera) | D     | Miloš Dabović        |
| 13 | Montenegro (bandiera) | D     | Miloš Grbić          |
| 4  | Montenegro (bandiera) | D     | Nemanja Petrović     |
| 18 | Montenegro (bandiera) | D     | Andrija Bakrač       |
|    | Serbia (bandiera)     | C     | Nikola Mitrović      |

| N. |                          | Ruolo | Calciatore                    |
| -- | ------------------------ | ----- | ----------------------------- |
|    | Montenegro (bandiera)    | C     | Lazar Pajović                 |
| 8  | Montenegro (bandiera)    | C     | Nemanja Vlahović              |
| 24 | Montenegro (bandiera)    | C     | Petar Roganović               |
| 15 | Montenegro (bandiera)    | C     | Balša Radović                 |
| 25 | Montenegro (bandiera)    | C     | Mladen Vučić                  |
| 10 | Montenegro (bandiera)    | C     | Mijodrag Koprivica (capitano) |
| 7  | Montenegro (bandiera)    | A     | Miloš Perović                 |
| 21 | Corea del Sud (bandiera) | A     | Joon-Soo Lee                  |
|    | Montenegro (bandiera)    | A     | Aleksa Maraš                  |
| 9  | Montenegro (bandiera)    | A     | Bogdan Bogdanović             |

### Staff tecnico
- Allenatore: Marko Vidojević
- Allenatore dei portieri: Lazar Mićunović
- Responsabile area medica: Marija Stanišić
- Fisioterapista: Meho Muratović
- Economista: Zoran Jović